# Visa de censure no X
Pour plus de détails, voir Fiche technique et Distribution.
Visa de censure no X est un film français réalisé par Pierre Clémenti, tourné en 1967, finalisé en 1975 et sorti en 1976.

## Fiche technique
- Titre : Visa de censure no X
- Réalisation : Pierre Clémenti
- Musique : Yvan Coaquette et Cyril Verdeaux
- Chanson : Valérie Lagrange
- Pays d'origine :  France
- Tournage : 1967
- Format : couleur - mono - 16 mm
- Genre : underground - psychédélique
- Durée : 43 minutes
- Date de sortie : 1976

## Distribution
- Barbara Girard
- Pierre Clémenti
- Étienne O'Leary
- Yves Beneyton
- Jean-Marc Momont
- Valérie Lagrange
- Jean-Pierre Kalfon